# Hrachovo
Hrachovo é um município da Eslováquia, situado no distrito de Rimavská Sobota, na região de Banská Bystrica. Tem 11,84 km² de área e sua população em 2018 foi estimada em 819 habitantes.

## Demografia
| Ano:        | 1994 | 2004   | 2014   | 2024   |
| ----------- | ---- | ------ | ------ | ------ |
| Broj ljudi: | 844  | 877    | 856    | 781    |
| Razlika:    |      | +3,90% | -2,39% | -8,76% |

| Ano:               | 2023 | 2024   |
| ------------------ | ---- | ------ |
| Número de pessoas: | 777  | 781    |
| Diferença:         |      | +0,51% |